# Kevin Loughery
Kevin Michael Loughery (Brooklyn, Nueva York, 28 de marzo de 1940) es un exjugador y entrenador de baloncesto estadounidense que jugó once temporadas en la NBA, además de entrenar en la misma liga durante 17 temporadas, y otras 3 en la ABA. Con 1,90 metros de estatura, lo hacía en la posición de base.

## Trayectoria deportiva

### Universidad
Tras jugar durante dos temporadas en los Eagles del Boston College,jugó durante dos temporadas más con los Red Storm de la Universidad St. John's, promediando en total 14,1 puntos y 6,4 rebotes por partido. En su última temporada en los Red Storm lideró al equipo, junto con LeRoy Ellis, llevándolos a disputar las semifinales del NIT.

### Profesional
Fue elegido en la decimotercera posición del Draft de la NBA de 1962 por Detroit Pistons, donde en su única temporada completa en el equipo se vio relegado a funciones de suplente de Don Ohl, el base titular. Acabó el año promediando 6,4 puntos y 1,9 rebotes por partido. Nada más dar comienzo la temporada 1963-64 fue traspasado a Baltimore Bullets a cambio de Larry Staverman. Allí, tras una temporada de adaptación, al año siguiente se hizo con el puesto de base titular, acabando el año con 12,8 puntos y 3,7 asistencias por partido, cifra esta última que le situaba entre los diez mejores pasadores de toda la liga.
Jugó durante 8 temporadas en los Bullets, alcanzando sus mejores registros en la temporada 1968-69, cuando consiguió 22,6 puntos y 4,8 asistencias. Junto con Gus Johnson y Walt Bellamy (al final también con Wes Unseld) formaron un gran equipo que se clasificó en 5 ocasiones para los playoffs de sus últimas 7 temporadas.
Tras jugar solamente dos partidos de la temporada 1971-72, fue traspasado, ya con 31 años, a Philadelphia 76ers junto con Fred Carter a cambio de Archie Clark y una futura ronda del draft. En los Sixers jugó sus dos últimas temporadas, dejando las pistas mediada la segunda de ellas para sustituir en el puesto de entrenador del equipo a Roy Rubin, que había protagonizado el peor arranque liguero de ningún equipo de la NBA, ganando únicamente 4 de los 51 primeros partidos.

## Estadísticas de su carrera en la NBA

### Temporada regular
| Temporada | Edad | Equipo             | Liga | P   | TIT | MIN  | TC  | TCA  | %TC  | 3P | 3PA | %3P | TL  | TLA | %TL  | R.OF. | R.DEF. | REB | ASIS | ROB | TAP | PER | FP  | PTS  |
| 1962-63   | 22   | Detroit Pistons    | NBA  | 57  |     | 14.8 | 2.6 | 7.0  | .368 |    |     |     | 1.2 | 1.8 | .710 |       |        | 1.9 | 1.8  |     |     |     | 2.4 | 6.4  |
| 1963-64   | 23   | TOTAL              | NBA  | 66  |     | 22.1 | 3.6 | 9.6  | .374 |    |     |     | 1.9 | 2.7 | .712 |       |        | 2.1 | 2.8  |     |     |     | 2.7 | 9.1  |
| 1963-64   | 23   | Detroit Pistons    | NBA  | 1   |     | 2.0  | 1.0 | 4.0  | .250 |    |     |     | 0.0 | 0.0 |      |       |        | 0.0 | 0.0  |     |     |     | 2.0 | 2.0  |
| 1963-64   | 23   | Baltimore Bullets  | NBA  | 65  |     | 22.4 | 3.6 | 9.6  | .375 |    |     |     | 1.9 | 2.7 | .712 |       |        | 2.1 | 2.8  |     |     |     | 2.7 | 9.2  |
| 1964-65   | 24   | Baltimore Bullets  | NBA  | 80  |     | 30.2 | 5.1 | 12.0 | .424 |    |     |     | 2.7 | 3.5 | .754 |       |        | 2.9 | 3.7  |     |     |     | 4.0 | 12.8 |
| 1965-66   | 25   | Baltimore Bullets  | NBA  | 74  |     | 33.2 | 7.1 | 17.1 | .416 |    |     |     | 4.0 | 4.8 | .830 |       |        | 3.1 | 4.8  |     |     |     | 3.7 | 18.2 |
| 1966-67   | 26   | Baltimore Bullets  | NBA  | 76  |     | 33.9 | 6.8 | 17.2 | .398 |    |     |     | 4.5 | 5.4 | .825 |       |        | 4.6 | 3.8  |     |     |     | 3.9 | 18.2 |
| 1967-68   | 27   | Baltimore Bullets  | NBA  | 77  |     | 29.8 | 5.9 | 14.6 | .406 |    |     |     | 4.0 | 5.1 | .778 |       |        | 3.2 | 3.3  |     |     |     | 3.9 | 15.9 |
| 1968-69   | 28   | Baltimore Bullets  | NBA  | 80  |     | 39.2 | 9.0 | 20.5 | .438 |    |     |     | 4.7 | 5.8 | .803 |       |        | 3.3 | 4.8  |     |     |     | 3.7 | 22.6 |
| 1969-70   | 29   | Baltimore Bullets  | NBA  | 55  |     | 37.0 | 8.7 | 19.7 | .441 |    |     |     | 4.6 | 5.4 | .849 |       |        | 3.1 | 5.3  |     |     |     | 3.3 | 21.9 |
| 1970-71   | 30   | Baltimore Bullets  | NBA  | 82  |     | 27.6 | 5.9 | 14.5 | .403 |    |     |     | 3.4 | 4.0 | .831 |       |        | 2.7 | 3.7  |     |     |     | 3.0 | 15.1 |
| 1971-72   | 31   | TOTAL              | NBA  | 76  |     | 23.3 | 4.5 | 10.6 | .422 |    |     |     | 3.5 | 4.2 | .822 |       |        | 2.4 | 2.6  |     |     |     | 2.8 | 12.4 |
| 1971-72   | 31   | Baltimore Bullets  | NBA  | 2   |     | 21.0 | 2.0 | 8.5  | .235 |    |     |     | 2.5 | 4.0 | .625 |       |        | 2.5 | 4.0  |     |     |     | 2.5 | 6.5  |
| 1971-72   | 31   | Philadelphia 76ers | NBA  | 74  |     | 23.4 | 4.6 | 10.7 | .426 |    |     |     | 3.5 | 4.2 | .827 |       |        | 2.4 | 2.5  |     |     |     | 2.8 | 12.6 |
| 1972-73   | 32   | Philadelphia 76ers | NBA  | 32  |     | 29.8 | 5.3 | 13.3 | .396 |    |     |     | 3.3 | 4.1 | .823 |       |        | 3.5 | 4.6  |     |     |     | 3.3 | 13.9 |
| Total     |      |                    | NBA  | 755 |     | 29.4 | 5.9 | 14.3 | .413 |    |     |     | 3.5 | 4.3 | .803 |       |        | 3.0 | 3.7  |     |     |     | 3.4 | 15.3 |

### Playoffs
| Temporada | Edad | Equipo            | Liga | P  | MIN  | TCA | TC  | 3PA | 3P | TLA | TL  | R.OF. | REB | ASIS | ROB | TAP | PER | FP  | PTS | %TC  | %3P | %FT   | MIN  | PTS  | REB | AST |
| 1962-63   | 22   | Detroit Pistons   | NBA  | 2  | 26   | 1   | 10  |     |    | 1   | 1   |       | 0   | 4    |     |     |     | 3   | 3   | .100 |     | 1.000 | 13.0 | 1.5  | 0.0 | 2.0 |
| 1964-65   | 24   | Baltimore Bullets | NBA  | 10 | 297  | 53  | 137 |     |    | 34  | 38  |       | 34  | 30   |     |     |     | 36  | 140 | .387 |     | .895  | 29.7 | 14.0 | 3.4 | 3.0 |
| 1965-66   | 25   | Baltimore Bullets | NBA  | 3  | 27   | 3   | 7   |     |    | 3   | 6   |       | 1   | 1    |     |     |     | 4   | 9   | .429 |     | .500  | 9.0  | 3.0  | 0.3 | 0.3 |
| 1968-69   | 28   | Baltimore Bullets | NBA  | 4  | 173  | 29  | 79  |     |    | 23  | 35  |       | 18  | 21   |     |     |     | 16  | 81  | .367 |     | .657  | 43.3 | 20.3 | 4.5 | 5.3 |
| 1969-70   | 29   | Baltimore Bullets | NBA  | 7  | 153  | 26  | 77  |     |    | 15  | 21  |       | 16  | 8    |     |     |     | 24  | 67  | .338 |     | .714  | 21.9 | 9.6  | 2.3 | 1.1 |
| 1970-71   | 30   | Baltimore Bullets | NBA  | 17 | 500  | 84  | 212 |     |    | 64  | 85  |       | 38  | 52   |     |     |     | 57  | 232 | .396 |     | .753  | 29.4 | 13.6 | 2.2 | 3.1 |
| Total     |      |                   | NBA  | 43 | 1176 | 196 | 522 |     |    | 140 | 186 |       | 107 | 116  |     |     |     | 140 | 532 | .375 |     | .753  | 27.3 | 12.4 | 2.5 | 2.7 |

## Entrenador
Loughery se hizo cargo de los Sixers mediada la temporada 1972-73 mejorando levemente los resultados de su antecesor, pero no pudiendo evitar un récord negativo que hoy en día todavía perdura: fue la peor temporada regular de un equipo en la historia de la NBA. Al año siguiente todo dio un giro de 180 grados: fichó por los New York Nets de la ABA, logrando en su primera temporada en la competición ganar el título de campeón. En su segunda temporada, tras haber acabado empatado en la primera posición de la Conferencia Este, dieron la sorpresa al caer eliminados en la primera ronda de playoffs ante los Spirits of St. Louis por un contundente 4-1. Pero al año siguiente volvió a repetir título, con un equipo liderado por Julius Erving, derrotando en la final a Denver Nuggets, en el que sería el ocaso de la liga. Durante las dos últimas temporadas, fue el entrenador del equipo del Este en el All-Star Game de la ABA.
Al año siguiente el equipo ingresaría en la NBA, y allí las cosas fueron diferentes, encontrándose con una competición más dura, consiguiendo tan sólo 22 victorias en su primer año. Permaneció allí durante 4 temporadas más, logrando clasificar al equipo para los playoffs únicamente en 1979. Mediada la temporada 1980-81 fue despedido, siendo sustituido por Bob MacKinnon. Al año siguiente, fichó por tres temporadas con Atlanta Hawks, donde a pesar de clasificar al equipo para playoffs en los dos primeros años, fue despedido antes del comienzo de la tercera campaña.
En la temporada 1983-84 es contratado por Chicago Bulls, en el año previo a la llegada al equipo de Michael Jordan. En su primera temporada al frente del equipo no mejoró los resultados de su antecesor en el puesto, Paul Westhead, pero al año siguiente logró clasificar al equipo para los playoffs, aunque cayeron en primera ronda ante Milwaukee Bucks.
Tras ser despedido por los Bulls, ficha ya avanzada la temporada siguiente como entrenador de Washington Bullets, sustituyendo a Gene Shue. Allí permanece hasta pocas semanas después de comenzada la temporada 1987-88, cuando es sustituido por Wes Unseld. Al año siguiente ficha como entrenador asistente en Atlanta Hawks, donde permanece hasta 1991, cuando es contratado por Miami Heat como entrenador principal, en su segunda temporada como equipo NBA. Loughery los levaría a su primera aparición en los playoffs en 1994, siendo despedido a mitad de la temporada siguiente, siendo sustituido por Alvin Gentry.